# Laura Biagiotti
Laura Biagiotti (ˈlaura bjaˈdʒɔtti) (Róma, 1943. augusztus 4. – Róma, 2017. május 26.) olasz divattervező. Az első divatbemutatója 1972-ben volt. A Biagiotti divatház (melynek alapja a Via dei Condotti Rómában) jelenleg a legnagyobb olaszországi divatházak egyike. A termékválaszték tartalmaz még parfőmöket, kiegészítőket és órákat is. Ő elutazott Pekingbe is, egy ideig ő volt az első olaszországi divattervező, aki Kínában is bemutatta kollekcióját. 1988 áprilisában.
Biagiotti 2017. május 26-án Rómában halt meg  egy szívroham szövődménye miatt 73 éves korában.